# Zoo de Kiev

Zoo de Kiev

O Zoo de Kiev (em ucraniano:  Київський Зоопарк, Kyivskyi Zoopark) é um jardim zoológico localizado na cidade de Kiev dirigido por Svitlana Berzina.